# Condado de Phillips (Colorado)
El condado de Phillips (en inglés: Phillips County), fundado en 1889, es uno de los 64 condados del estado estadounidense de Colorado. En el año 2000 tenía una población de 4480 habitantes con una densidad poblacional de 3 personas por km². La sede del condado es Holyoke.

## Geografía
Según la Oficina del Censo, el condado tiene un área total de 1781 km² (687,6 mi²), de la cual 1781 km² (687,6 mi²) es tierra y 0 km² (0 mi²) (0.02%) es agua.

### Condados adyacentes
- Condado de Sedgwick - norte
- Condado de Perkins - noreste
- Condado de Chase - este
- Condado de Yuma - sur
- Condado de Logan - oeste

## Demografía
En el 2000 la renta per cápita promedia del condado era de $32 177, y el ingreso promedio para una familia era de $38 144. En 2000 los hombres tenían un ingreso per cápita de $30 095 versus $18 682 para las mujeres. El ingreso per cápita para el condado era de $16 394. Alrededor del 11.60% de la población estaba bajo el umbral de pobreza nacional.

## Ciudades y pueblos
- Amherst
- Haxtun
- Holyoke
- Paoli